# Leyland Freighter
Der Frontlenker-Lkw Leyland Freighter, übersetzt Frachter, erschien 1982 parallel zum Leyland Cruiser. Auch der Freighter entstammte dem Modernisierungsprogramm der British Leyland Motor Corporation im Nutzfahrzeugbereich auf Grundlage des T45 Project. Der Freighter ersetzte die Modellreihen Leyland Boxer und Leyland Clydesdale, die im Prinzip noch auf einer Konstruktion aus den 1960er-Jahren basierten. Nach der Fusion von Leyland Motors und DAF (Automobile) zu Leyland DAF wurde der Leyland Freighter 1990 zum Leyland DAF 50 in den Commonwealth of Nations Ländern und als DAF 50 in Kontinentaleuropa vermarktet. 1994 folgte der Nachfolger DAF 65/75.

## Leyland Freighter 1982–1990

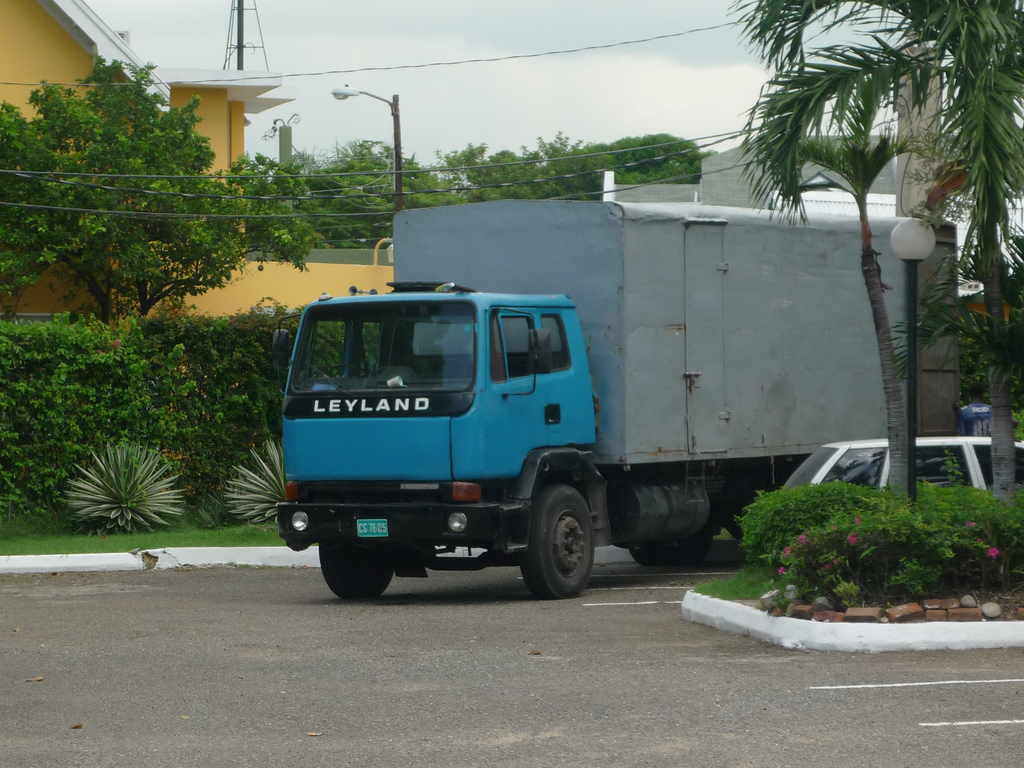
Leyland Freighter in Jamaica

Der Freighter war mit dem gleichen Führerhaus in Normalausführung oder als Doppelkabine mit Schlafmöglichkeit wie beim Leyland Cruiser erhältlich. Beide hatten grundsätzlich das gleiche Führerhaus wie die anderen Produkte des T45-Projects Leyland Roadtrain und Leyland Constructor, jedoch etwas kleiner und nicht mit Hochdach erhältlich. Auch der Freighter war wie der Cruiser nur mit Hinterachsantrieb (Antriebsformel 4×2) verfügbar, mit Kofferaufbau oder als Fahrgestell für Aufbauten. Seine Modellprogrammrolle lag im schnell wachsenden Sektor bis 17 Tonnen Gesamtgewicht. Damit rundete er damit das Angebot unterhalb des Roadtrain und oberhalb des Leyland Super G ab.
Der Freighter hatte vom Boxer und Clydesdale das Chassis übernommen, in modifizierter Form mit Hinterachsen von Maudslay oder von  Albion, Letztere mit Naben-Untersetzungsgetriebe. Den Antrieb übernahm der Leyland-400-Dieselmotor mit oder ohne Turbolader mit maximal 160 PS, dessen Kraft über ein 6-Gang-Schaltgetriebe von Turner übertragen wurde. Die Bremsanlage wurde von den Vorgängermodellen übernommen, das schwerste Modell hatte jedoch vorne das Bremssystem des Roadtrain.
Erst ein Jahr zuvor war der Marktführer in Großbritannien Ford Cargo gestartet, mit dem sich der Freighter von nun ab in der Rangliste der Zulassungsstatistik abwechselte. Seddon Atkinson stellte später eine überarbeitete 16-Tonnen-Gesamtgewicht-Baureihe mit dem Namen 2-11 vor, die einen völlig neu entwickelten „Perkins Engines“-Phaser-Dieselmotor hatte, der leistungsstark und sparsam war. Leylands 400-Motor wirkte dagegen veraltet, denn die Grundkonstruktion dieser Motorserie stammte aus den 1960er-Jahren. Leyland war daher unter Zugzwang. Nachdem der Leyland Roadrunner bereits mit dem Cummins Engine B-Serie-Dieselmotor erhältlich war, gab es diesen mit höherer Leistung ab 1987 auch im Freighter. Wie bereits beim Roadrunner sparte Leyland durch die Produktion von Gussteilen und anderen für den Motorenbau benötigten Teilen für Cummins Engine, mit einem günstigeren Einkaufspreis pro Einheit für den Freighter. Zunächst war eine maximale Leistung von 180 PS möglich. Da das Turner-Getriebe nicht für die höhere Leistung geeignet war, wurde nun das 6-Gang-Schaltgetriebe ZF 600 eingebaut.

## Leyland DAF 50 und DAF 50 1990–1994

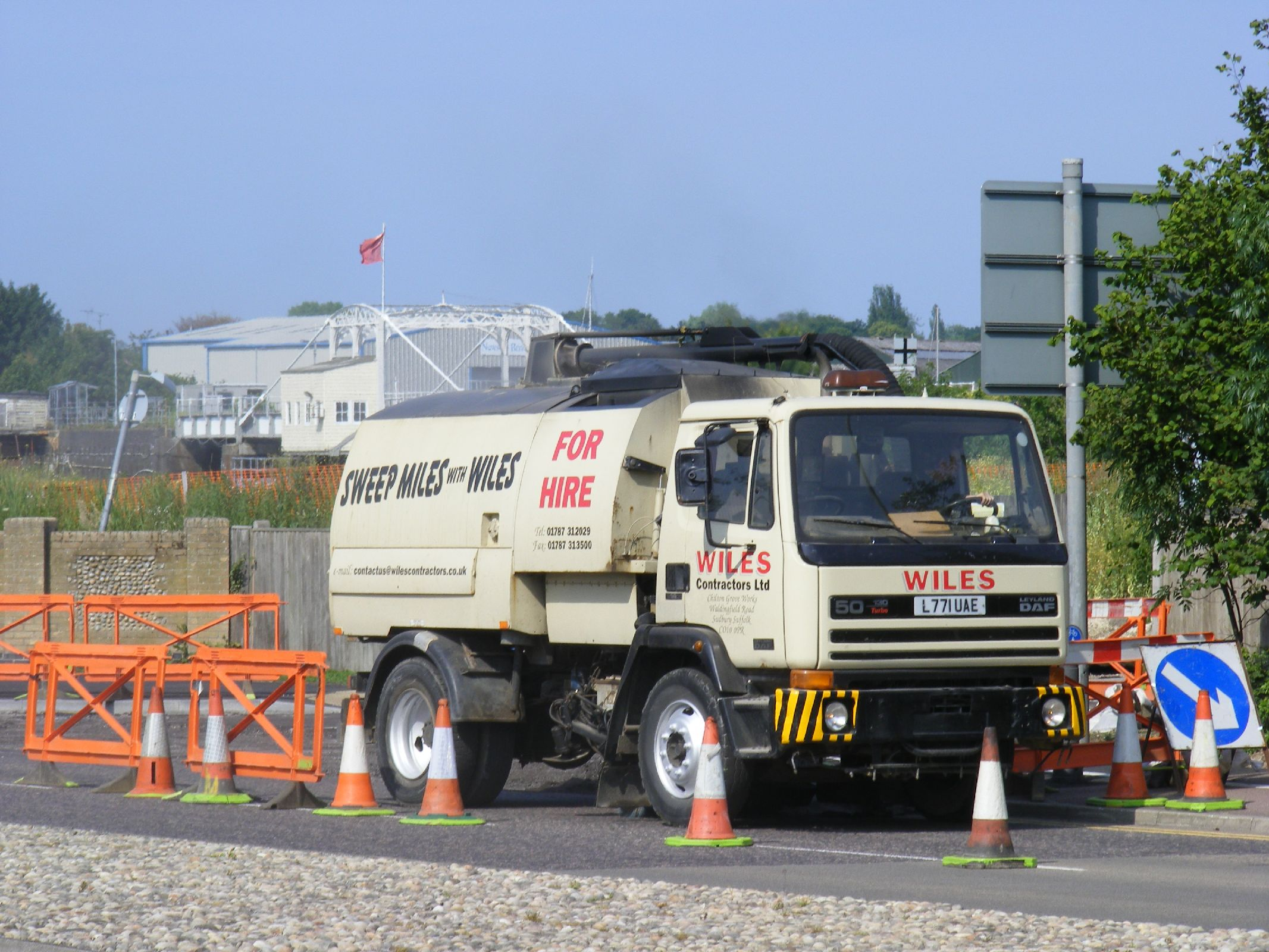
Leyland DAF 50

Durch die Fusion zu Leyland DAF wurde der Freighter im Laufe von 1990 zum Leyland DAF 50 in Großbritannien und den Exportmärkten außerhalb Kontinentaleuropas, wo er in DAF 50 umbenannt wurde. Einhergegangen waren hierbei eine geringfügig veränderte Front, modernisierte Innenausstattung, bessere Qualität und Fahrkomfort. Der Cummins-Motor war durch Ladeluftkühlung nun auch mit 210 PS erhältlich. 1994 wurde die Produktion eingestellt und das Modell durch den DAF 65/75 ersetzt.